# ریچارد فارس رشید
ریچارد فارس رشید (انگلیسی: Richard Rashid؛ زادهٔ ۱۹۵۱) پژوهش‌گر، مدرس دانشگاه و مدیر اجرایی آمریکایی است، که هم‌اکنون بعنوان معاون مدیرعامل مؤسسه تحقیقاتی مایکروسافت و استاد دانشگاه کارنگی ملون فعالیت می‌کند.
وی از سال ۲۰۰۳ از اعضای آکادمی ملی مهندسی می‌باشد. رشید دارای چندین اختراع و مقالات پژوهشی متعدد در حوزه‌های فشرده‌سازی داده‌ها، شبکه‌های رایانه‌ای، هوش مصنوعی، سیستم‌های عامل، رایانش توزیع‌شده و زبان‌های برنامه‌نویسی است.